# Guido de Toscana
Guido de Toscana (? - 929) era el hijo de Adalberto II de Toscana con Berta, hija de Lotario II de Lotaringia.
Después de la muerte de su padre Adalberto II en 915, fue conde y duque de Lucca y margrave de Toscana hasta su propia muerte en 928 o 929. Su madre Berta fue su regente desde la muerte de su padre hasta el año 916.
Mantuvo la corte en Mantua alrededor del año 920. En 924 o 925, para contrarrestar la influencia del Papa Juan X se convirtió en el segundo marido de Marozia, una mujer de la nobleza romana que tenía el título de senatrix patricia Romanorum. Juntos atacaron Roma, arrestaron al Papa en Letrán y lo encarcelaron en el Castillo Sant'Angelo. O Guido lo hizo sofocar con una almohada en 928 o simplemente murió, tal vez por negligencia o malos tratos. Marozia tomó el poder en Roma en un golpe de Estado. Guido murió el 3 de febrero de 929 y su viuda, en el 932, se casó con su hermanastro Hugo de Arlés, rey de Italia.